# Саввин, Эдуард Сергеевич
Эдуард Сергеевич Саввин (род. 28 мая 2000, Донецк, Ростовская область, Россия) — российский боксёр-любитель, выступающий в полулёгкой весовой категории. Выступает за сборную России по боксу, мастер спорта России (2018), трехкратный чемпион России (2021, 2022, 2024), чемпион Всероссийской Спартакиады (2022), бронзовый призёр чемпионата России среди молодёжи до 22 лет (2021), четвертьфиналист чемпионата мира 2021 года, многократный победитель и призёр международных и национальных турниров в любителях.

## Биография
Эдуард Саввин родился 28 мая 2000 года в городе Донецк, в Ростовской области России.
С сентября 2017 года он живёт, учится и тренируется в городе Санкт-Петербурге, и входит в сборную команду по боксу города Санкт-Петербурга.

## Любительская карьера
Изначально Эдуард занимался каратэ, как и его отец, но потом пошёл в секцию по боксу и с 11 лет начал активно заниматься боксом.
Свою спортивную карьеру Эдуард начинал на отделении бокса ДЮСШ № 2 города Донецка, где его первыми тренерами были — Александр Сергеевич Шевченко и Евгений Александрович Козлов.
А с сентября 2017 года он являлся воспитанником Училища олимпийского резерва № 2 города Санкт-Петербурга.

### 2016—2018 годы
В 2016 году стал победителем турнира имени Н.А. Никифорова-Денисова в Санкт-Петербурге, и после этой победы он попал в сборную команду Ростовской области.
В марте 2017 года стал серебряным призёром в весе до 56 кг на Международном турнире среди юниоров памяти мастера спорта России Николая Павлюкова в Анапе (Краснодарский край), в финале проиграв узбеку Халиму Утегенову.
И в апреле 2017 года, в составе юношеской сборной России по боксу, он завоевал золотую медаль в весовой категории до 56 кг на Международном турнире памяти бывшего Президента Европейской ассоциации бокса Эмиля Жечева, прошедшего в Софии (Болгария), в финале единогласным решением судей (5:0) победив монгольского боксёра Тугулдур Биамбатсогта.
А в мае 2017 года он стал бронзовым призёром в весе до 56 кг на чемпионате России среди юношей прошедшем в Оренбурге, где он в полуфинале проиграл Кагиру Минатуллаеву.
В конце мая 2018 года ему было присвоено спортивное звание «Мастер спорта России» по боксу.
И в ноябре 2018 года он стал победителем Всероссийского турнира класса «А» на призы Губернатора Тульской области — «Огни Тулы», в весовой категории до 56 кг, где он в финале победил Владимира Морозова.
А в декабре 2018 года стал серебряным призёром в весе до 56 кг на Национальном Всероссийском турнире среди молодёжи до 22 лет в пгт Афипский (Краснодарский край), в финале по очкам проиграв Сергею Ярулину.

### 2021—2022 годы
В мае 2021 года, в Серпухове стал бронзовым призёром чемпионата России среди молодёжи (19—22 лет) в категории до 56 кг, где он в 1/8 досрочно победил Джамбулата Устарханова, затем в четвертьфинале по очкам победил Виталия Бойцова, но в полуфинале по очкам проиграл Аршаку Товмасяну.
В сентябре 2021 года стал чемпионом России в Кемерово, в весе до 57 кг, в финале единогласным решением судей победив Сергея Ярулина.
В конце октября 2021 года в Белграде (Сербия) стал четвертьфиналистом чемпионата мира, в категории до 57 кг. Где он в 1/16 финала соревнований по очкам (4:1) победил ирландца Адама Брайана Хессиона, затем в 1/8 финала по очкам (5:0) победил опытного турецкого боксёра Нуреттина Овата, но в четвертьфинале по очкам (0:5) проиграл опытному казаху Серику Темиржанову, — который в итоге стал серебряным призёром чемпиона мира 2021 года.
В августе 2022 года, в Москве стал победителем в категории до 57 кг Всероссийской Спартакиады между субъектами РФ по летним видам спорта среди сильнейших спортсменов, где он в полуфинале единогласным решением судей победил Дмитрия Шиповского из Севастополя, а в финале единогласным решением судей победил опытного Курбана Байранбекова из Республики Дагестан.
В октябре 2022 года в стал чемпионом России в Чите, в весе до 57 кг, в финале победив Руслана Белоусова.

### 2023 год
В феврале 2023 года стал серебряным призёром международного турнира на призы короля Марокко Мухаммеда VI в Марракеше (Марокко), где он в четвертьфинале турнира по очкам единогласным решением судей победил марокканца Сулеймана Самгули, затем в полуфинале по очкам единогласным решением судей (5:0) победил иорданского боксёра Юсефа Иашаша, но в финале по очкам единогласным решением судей (0:5) проиграл азербайджанцу Умиду Рустамову.

### 2024 год
Стал победителем розыгрыша Кубка России.

## Профессиональная карьера
4 декабря 2024 года в Санкт-Петербурге на вечере бокса от Iron&Gloves Promotions при поддержке Федерации бокса России и Спортивной Федерации бокса Санкт-Петербурга, сразится в 6-раундовом бою в полулёгком весе против Александра Егорова.

## Спортивные результаты

### В любителях
- Чемпионат России среди молодежи до 22 лет 2021 года — ;
- Чемпионат России по боксу 2021 года — ;
- Чемпионат России по боксу 2022 года — ;
- Всероссийская спартакиада 2022 года — .
- Кубок России по боксу 2025 — ;